# Puerta de Magnesia (Éfeso)
En la antigüedad había tres entradas principales a la ciudad de Éfeso. Eran la del Puerto, la Puerta de Coreso (en la parte trasera del Estadio) y la Puerta de Magnesia (en el camino hacia la Casa de la Madre María).  Esta se construyó en el período helenístico, alrededor del siglo III a. C.  Es una puerta de arco de triunfo, que servía de entrada oriental. La Puerta de Coreso, situada entre el Estadio y el Gimnasio de Vedio, se menciona a menudo en las inscripciones. Esta puerta  aún no se ha encontrado. La Puerta de Magnesia es el punto de partida de importantes caminos que conducen a la ciudad de Magnesia del Meandro, y luego, doblando hacia Caria en dirección a Aydın, hacia Anatolia. Se excavó y se descubrió parcialmente a 2-3 metros de profundidad.
Debe su nombre a la ciudad a la que conduce, conocida como Magnesia del Meandro. Se construyó en el lado sur de Éfeso, a lo largo del camino que conectaba la ciudad con Magnesia del Meandro, su vecina a unos13 km al sur. Bajando por la carretera hacia Selçuk se encuentra la propia Puerta de Magnesia, que es la única puerta antigua todavía visible en Éfeso. Se encuentra en el sureste de las fortificaciones urbanas. Aunque no está abierta al público, los restos en pie son fácilmente visibles desde la carretera. El camino que conduce desde esta puerta circunda la colina Panayırdağ (Pion).

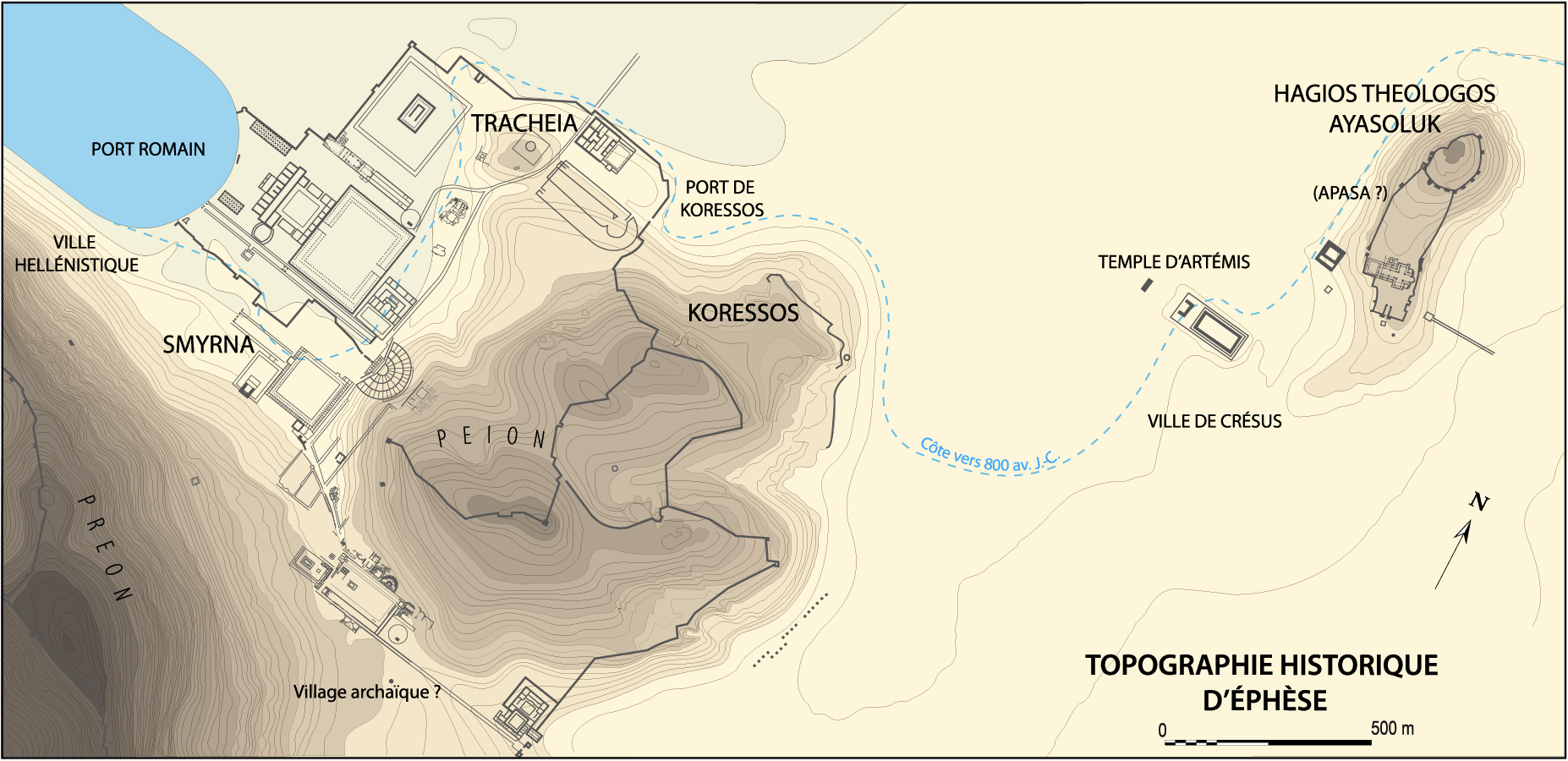
Localización de Panayırdağ/monte Pion en la topografía histórica de Éfeso.

La puerta era también el comienzo de un camino sagrado de 2,5 km que conducía al templo de Artemisa. Muchas personas de todo el mundo peregrinaban a Éfeso para ver esta maravilla del mundo antiguo. El camino sagrado estaba cubierto para proteger a los peregrinos de la lluvia. El templo de Artemisa era un importante lugar de peregrinación. Desde distintas partes del Imperio romano, los peregrinos acudían a Éfeso en peregrinación.
Situada al sureste de las fortificaciones urbanas con el objetivo de vigilar, proteger y controlar las calles que conectan con Éfeso desde el sur. No es simplemente un mero edificio militar, sino que incorpora características adicionales, especialmente de tipo fronterizo. Era la primera línea de defensa contra los invasores imanes de Magnesia. Si los invasores atravesaban  la puerta, se verían conducidos a un pequeño patio, atrapados y a merced de arqueros en lo alto de los altos muros de un patio, y su ruta de entrada a la ciudad vedada por otra puerta mientras intentaban dañar la segunda puerta.

## Historia
Las dos ciudades de Éfeso y Magnesia del Meandro estaban a menudo enfrentadas, lo que influyó en la arquitectura de la puerta. Se erigieron dos torres cuadradas a ambos lados de la puerta y el patio se construyó para sellarlo y proteger la ciudad de los invasores.
A partir del año 129 a. C., cuando llegó la paz entre las ciudades, la puerta perdió su importancia estratégica. El emperador romano Vespasiano  (59-79 d. C.) cambió el nombre de la puerta por el de Puerta del Honor. Modificó la forma de la puerta ceremonial a su actual estilo de arco de triunfo. Más tarde, la puerta fue renovada en un aspecto monumental como entrada con tres arcos separados central; los seres humanos entraban en la ciudad por estos arcos más pequeños, mientras que los caballos y los carros lo hacían por el gran arco central.
Las puertas de la ciudad de Éfeso están situadas en zonas muy visibles y de fácil acceso, fácilmente accesibles donde las rutas regionales y suprarregionales conectan con la ciudad.
El número de puertas de la ciudad en Éfeso se redujo al mínimo, como es típico en las grandes ciudades helenísticas, que buscaban minimizar los accesos de alto riesgo.
de las grandes ciudades helenísticas, que buscaban minimizar los puntos de acceso de alto riesgo.
Un ramal de la calzada que sale de la Puerta de Magnesia se extiende hasta la ciudad de Magnesia del Meandro. El otro ramal rodea el Panayırdağ y llega hasta el templo de Artemisa. Desde aquí atraviesa Éfeso y regresa a la puerta.
En la Puerta de Magnesia, los efebos recibían las estatuas del templo de Artemisa y las llevaban al teatro donde se colocaban sobre sus bases. Doce bases asociadas con la dedicatoria de Salutario sobrevivieron entre los escombros del teatro. Tan pronto como la asamblea o el festival terminaban, los efebos llevaban las estatuas a la Puerta de Coreso, desde donde los neopoioi las llevaban de regreso al Templo

## Excavaciones arqueológicas
Las primeras excavaciones arqueológicas en Éfeso fueron iniciadas en 1869 por un ingeniero británico, John Turtle Wood, que trabajaba para el Museo Británico. En 1863, Wood llegó a la zona de Éfeso y buscó sin éxito el templo de Artemisa. Una inscripción encontrada en el Teatro mencionaba que los objetos religiosos utilizados en las obras se recogían en el templo y, siguiendo el camino sagrado, se llevaban a la ciudad a través de la Puerta de Magnesia, y que se llevaban de vuelta al templo siguiendo la misma ruta Por lo tanto, Wood tuvo que encontrar primero la Puerta de Magnesia. Como Magnesia era una ciudad antigua al suroeste de Éfeso, la Puerta de Magnesia tenía que estar en esa dirección. Siguiendo las murallas de la fortificación del período helenístico, Wood descubrió fácilmente la puerta. Empezando por aquí, realizó excavaciones preliminares y, siguiendo el camino, encontró la ubicación del templo. Sin embargo, por diversas razones, no pudo completar la excavación del templo. A partir de 1904, D.G. Hogarth reanudó la excavación del templo. Se excavó y se descubrió parcialmente a 2-3 metros de profundidad. Aunque no hay muchas pruebas visibles, las investigaciones arqueológicas muestran que la Puerta de Magnesia consta de dos torres a cada lado del complejo de puertas que enmarcan la entrada. Las recientes investigaciones arqueológicas y arquitectónicas realizadas en la Puerta, que retomaron exploraciones anteriores inacabadas, han permitido comprender mejor la historia de la construcción de la puerta y su función en Éfeso.

## Descripción
El edificio original debió de construirse en estilo dórico, con un camino de 3,70 metros de ancho y un patio semicuadrado hacia el lado de la ciudad.
Fue construida en una suave pendiente entre la Bülbüldağ y la Panayırdağ, las dos colinas fortificadas de Éfeso que dominan el paisaje de la ciudad. El sistema de fortificación, iniciado bajo el reinado de Lisímaco, son los restos arquitectónicos mejor conservados de la primitiva ciudad helenística. La puerta helenística tenía una alta torre rectangular a cada lado y un patio detrás. La entrada a la ciudad se realizaba a través de otra puerta situada al fondo del patio. La plaza frente al patio y la puerta está pavimentada con grandes bloques de piedra gris. En la plaza frente a la puerta se encontraron sarcófagos de mármol que se supone pertenecieron a personajes importantes. El gran acueducto que se ve a lo largo del lado occidental pasaba por aquí mucho después del reinado del emperador Vespasiano.
En relación con otras puertas era la ancha. Tenía 3,7 metros de ancho y se abría a un patio de 22,8 x 25 metros. Había torres a cada lado de la puerta, y un patio detrás. Las procesiones llegaban a la ciudad desde el templo de Artemisa por la puerta de Magnesia y regresaban por la de Coreso. A continuación, se identificaron estas dos puertas y, siguiendo el camino que salía de la puerta de Magnesia, Wood se topó primero con una ruina que creía que era la tumba de Androclo y, después, con un ángulo del muro del períbolo de la época de Augusto. Después de otras exploraciones tentativas, el último día de 1869 dio con el pavimento real del Templo de Artemisa.

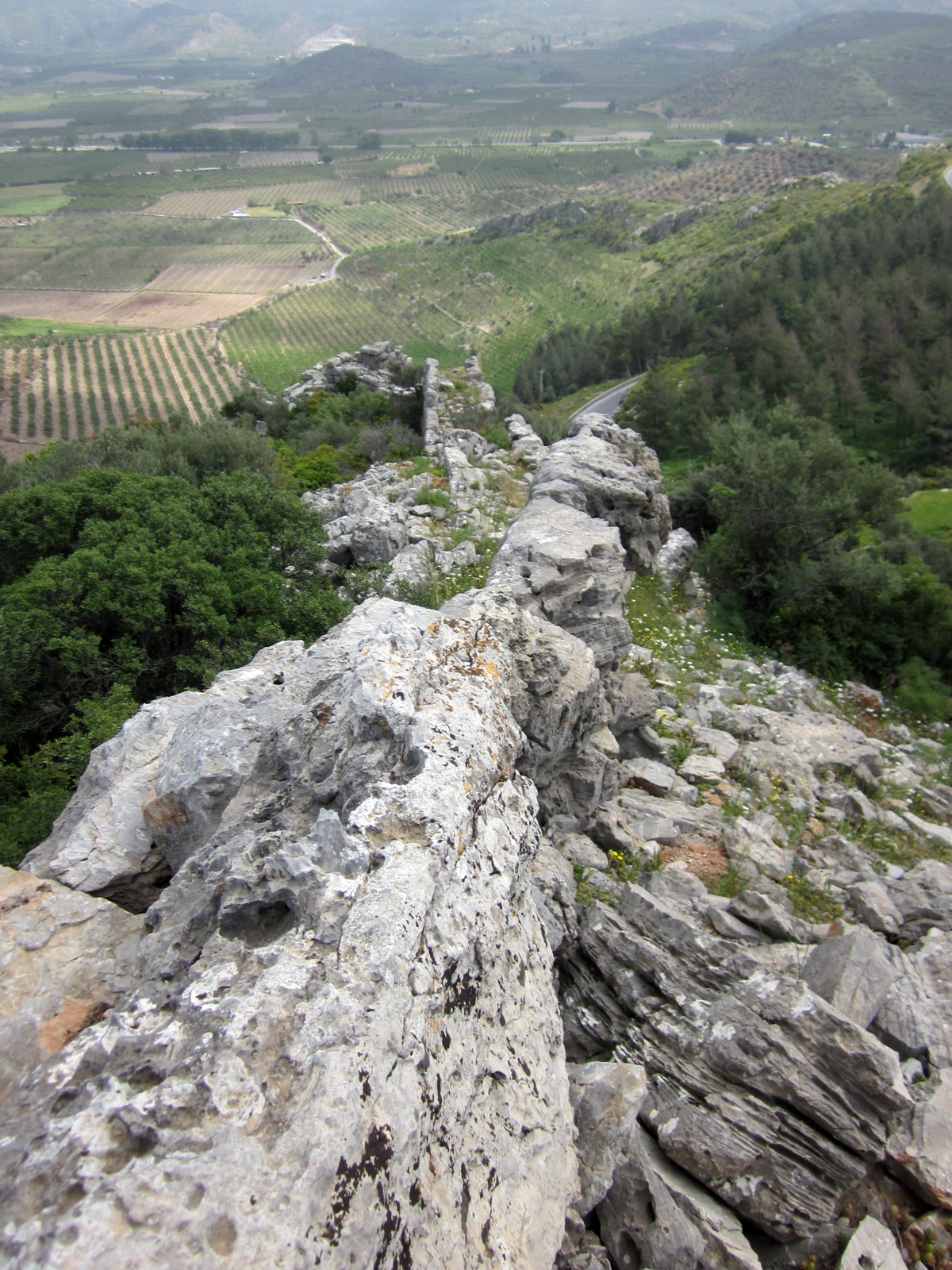
Murallas.

El complejo de la puerta estaba protegida por dos altas torres de planta rectangular, separadas entre sí unos 20 m. Enmarcan la zona de entrada, que canaliza las vías de acceso a través de tres entradas separadas. En la parte trasera de las dos torres hay muros. Delante había una plaza pavimentada bastante grande y detrás (en el lado interior) un patio estrecho rodeado de altos muros. Si la puerta se quebraba bajo los ataques del enemigo, los atacantes entraban en este patio y eran aniquilados bajo el fuego de los altos muros. Solo se ha excavado una parte del patio. Aunque en época helenística la necrópolis de Éfeso comenzaba justo después de la puerta, en época romana la puerta solo ocupaba una cuarta parte de la ciudad y los suburbios de Éfeso se habían alejado.
Las murallas comenzaban a ambos lados de la puerta y, tras rodear Éfeso por completo, se unían en el puerto. Se extendían kilómetros hacia el oeste circundando la cima del monte, y formando una curva cerrada tras una torre en el oeste que se puede ver desde casi todas partes en Éfeso descienden hacia el puerto. Se conservó una porción muy pequeña de las murallas del norte. Por otro lado, se conservaban las murallas del monte Coreso. Estas murallas estaban fortificadas a intervalos cortos por torres rectangulares. Algunas de las torres tenían pequeñas puertas para ataques repentinos, es decir, son puertas de salida. En la actualidad es bastante difícil visitar las murallas de este lugar, ya que el terreno es accidentado.
La colina Panayırdağ se reforzó con las murallas de Lisímaco, que se estima que se construyeron en la misma fecha. La Puerta de Magnesia, situada en la tierra de las colinas Panayırdağ y Bülbüldağ, es la única puerta de la ciudad que emergió gracias a las excavaciones. El camino del Templo de Artemisa, restaurado en el siglo II d. C. por el sofista efesio Damio, conduce al camino de Magnesia del Meandro y al valle del Caístro.
La Puerta de Magnesia, de la que habla Wood, se encuentra en la ciudad alta. Estaba conectada con el puerto por una calle con columnas que no era recta debido a la pendiente del terreno. Los arqueólogos han dado los siguientes nombres a sus cuatro secciones:
- Vía Arcadiana desde el puerto hasta el teatro;
- Calle de Mármol (por su pavimento) desde el teatro hasta la Biblioteca de Celso;
- Calle de los curetes (jóvenes participantes en las procesiones) desde la Biblioteca hasta el Monumento a Memio en la ciudad alta;
- Calle de las Procesiones desde este monumento hasta la Puerta de Magnesia.[18]

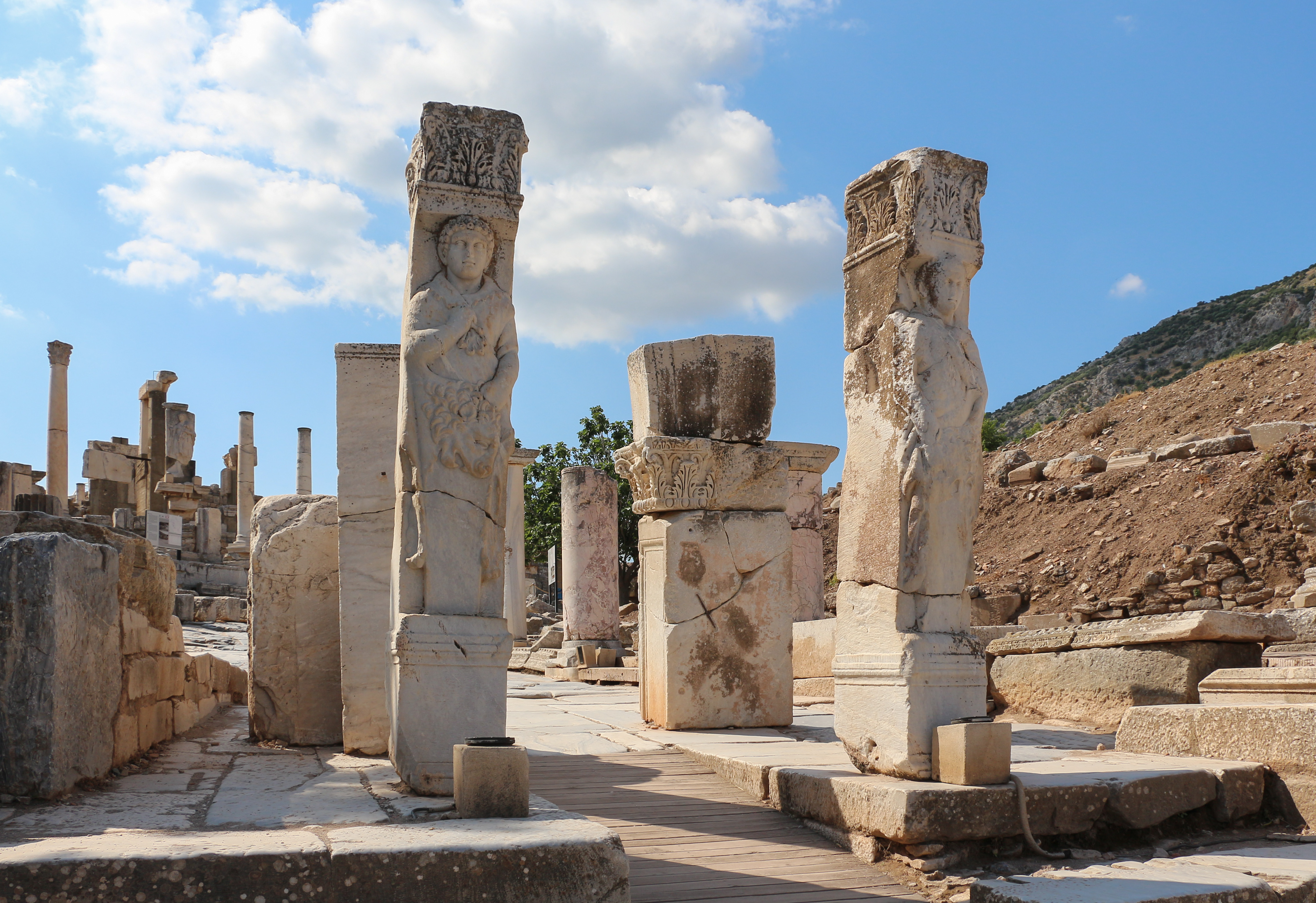
Puerta de Heracles.

Se encuentra junto al Gimnasio del este, al pie de la colina Bülbüldağ. Es en el gimnasio donde los jóvenes recibían clases de oratoria. Se trata de uno de los muchos gimnasios que había en la ciudad antigua. El Gimnasio era la escuela de la época romana. La Puerta de Heracles, que fue construida a finales de la época romana, convirtió la calle de los curetes en una vía peatonal. Recibe su nombre de los relieves de Heracles que aparecen en la parte delantera. La puerta era también el comienzo de un camino sagrado de 2,5 km que conducía al templo de Artemisa. Muchas personas de todo el mundo peregrinaban a Éfeso para ver esta maravilla del mundo antiguo. El camino sagrado estaba cubierto para proteger a los peregrinos de la lluvia. El templo de Artemisa era un importante lugar de peregrinación. Desde distintas partes del Imperio romano, los peregrinos acudían a Éfeso en peregrinación.
La Puerta de Coreso permitía el acceso al puerto y era el comienzo de la ruta real que conducía al interior de Anatolia.
Otros lugares cercanos son la Basílica de San Juan y el Ágora.